# 超螺旋

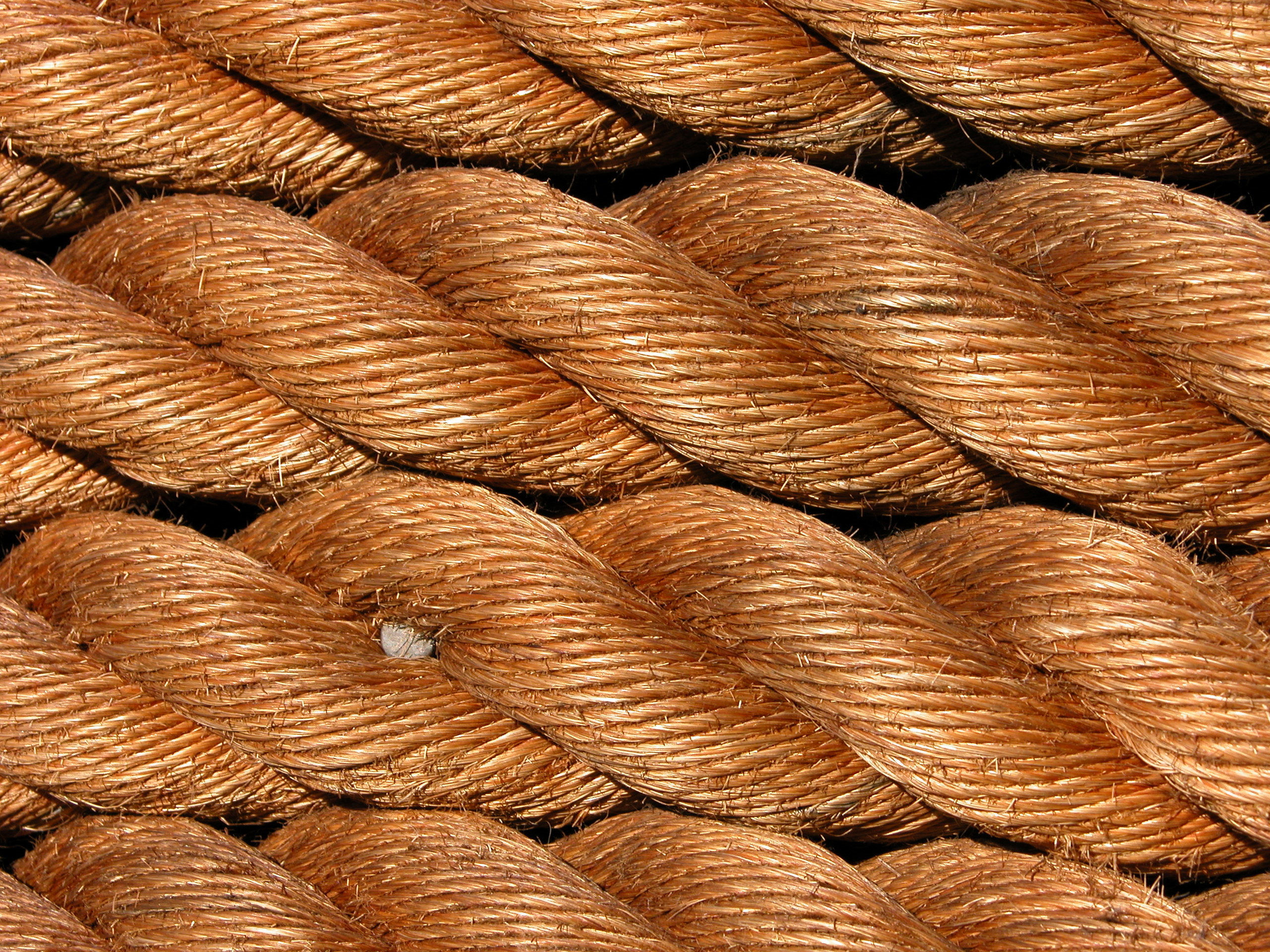
具有超螺旋結構的繩索

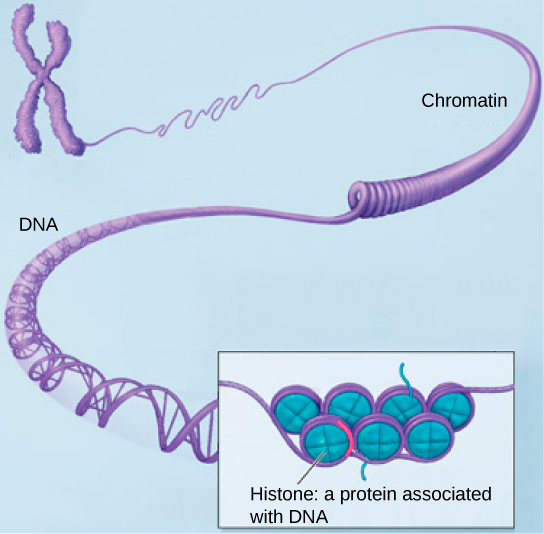
染色質纏繞成染色體的超螺旋結構示意圖

超螺旋（英文：Superhelix）是一種本身就是螺旋狀的物質再次以螺旋狀纏繞成的一種特殊型態的分子結構。這種結構對於蛋白質和遺傳物質都非常重要。

## 外部連結
- 埃里克·韦斯坦因. . MathWorld.
- 埃里克·韦斯坦因. . MathWorld.
- 埃里克·韦斯坦因. . MathWorld.
- DNA Structure and Topology （页面存档备份，存于） at Molecular Biochemistry II: The Bello Lectures.